# Бен Прауд
Бенџамин „Бен” Прауд (енгл. Benjamin "Ben" Proud; Лондон, 21. септембар 1994) енглески је пливач чија специјалност су спринтерске трке слободним и делфин стилом. Вишеструки је британски првак и првак Комонвелта, те светски првак из 2017. на 50 метара делфин стилом. 

## Каријера
Иако је рођен у Лондону Прауд је одрастао у Куала Лумпуру у Малезији где су се његови родитељи преселили када је он имао свега пет месеци. Пливањем је почео да се бави током школовања у Малезији и на почетку каријере пливао је на бројним митинзима широм Југоисточне Азије. У Британију се вратио 2011. године као 16-огодишњи тинејџер да би наставио школовање.
На међународој сцени дебитовао је на Европском првенству за јуниоре у белгијском Антверпену 2012. године и већ на том такмичењу освојио је и прву медаљу, сребро у трци на 50 метара делфин стилом. Одлична времена која је постизао на националним такмичењима у наредних неколико месеци обезбедила су му место у британском тиму на светском првенству у Барселони 2013. године. У Барселони је Прауд дебитовао у сениорској конкуренцији остваривши доста добре резултате у обе дисциплине у којима је учестовао. На 50 делфин заузео је 11. место у полуфиналу, док је на 50 слободно био 18. у квалификацијама.
Прве сениорске медаље у међународној конкуренцији освојио је на Играма Комонвелта 2014. у Глазгову где је такмичећи се за Енглеску освојио два злата у тркама на 50 слободно и 50 делфин. Месец дана касније, као члан британске штафете 4×100 мешовито осваја златну медаљу и на Европском првенству у Берлину.
На светском првенству у Казању 2015. успео је да се пласира у финала обе појединачне дисциплине, заузевши на крају два 8. места и на 50 слободно и на 50 делфин. Две бронзане медаље освојене у његовим примарним дисциплинама на европском првенству у Лондону 2016. осигурале су му место у британском олимпијском тиму за ЛОИ 2016. у Рију.
У Рију је Прауд успео да се пласира у финале трке на 50 метара слободно отпливавши ту трку у времену 21,68 секунди, што му је било довољно за укупно 4. место. На дупло дужој деоници био је тек 29. у квалификацијама са временом од 49,14 секунди.
Највећи успех у дотадашњој каријери остварио је на светском првенству у Будимпешти 2017. где је потпуно неочекивао освојио златну медаљу у трци на 50 метара делфин. Прво је успешно прошао кроз квалификације и полуфинале, а у финалу је потом испливао време новог националног рекорда (22,75 секунди) и освојио златну медаљу. Пет дана касније освојио је и бронзану медаљу у трци на 50 метара слободним стилом (време 21,43 секунде).